# منشأة عقل
قرية منشأة عقل هي إحدى القرى التابعة لمركز سيدي سالم في محافظة كفر الشيخ في جمهورية مصر العربية. حسب إحصاءات سنة 2006، بلغ إجمالي السكان في منشأة عقل 5702 نسمة، منهم 3006 رجل و2696 امرأة.